# Ezkurra
Ezkurra (spanisch Ezcurra) ist eine spanische Gemeinde (municipio) in der Comunidad Foral de Navarra mit 136 Einwohnern (Stand: 2024). 

## Lage
Ezkurra liegt etwa 29 Kilometer nordnordwestlich von Pamplona (Iruna) in einer Höhe von ca. 525 m.

## Sehenswürdigkeiten

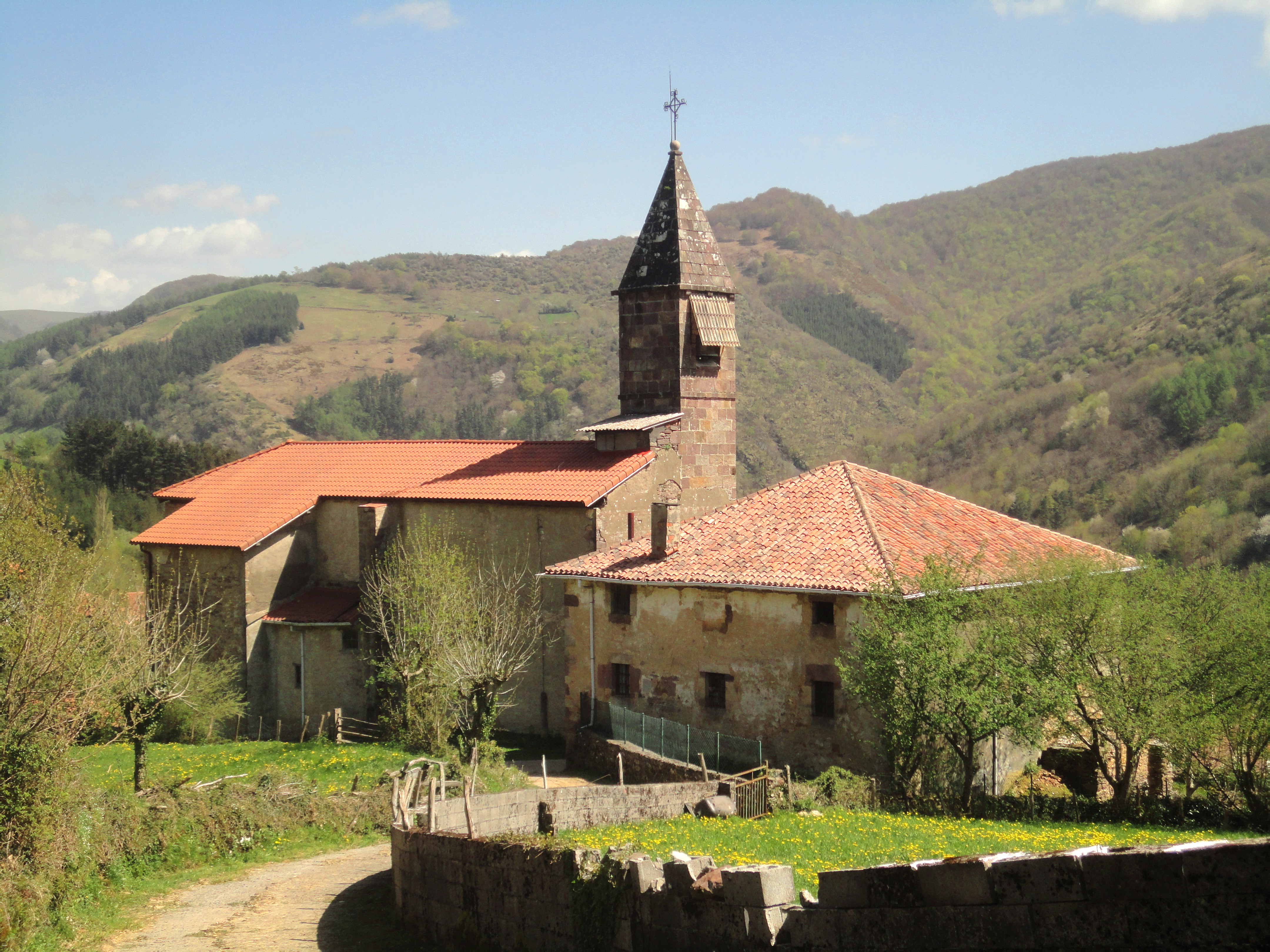
Kirche Mariä Himmelfahrt

- Kirche Mariä Himmelfahrt